# Kamienica Pod Gryfami w Warszawie
Kamienica Pod Gryfami – kamienica przy placu Trzech Krzyży 18 w Warszawie, zaprojektowana przez Józefa Hussa dla rodziny Fuchsów.

## Historia
Kamienica została zaprojektowana przez Józefa Hussa w latach 1884–1886 dla rodziny Fuchsów. Okrągłe kopuły narożników architekt zapożyczył z restaurowanej przez siebie Królikarni, a motyw gryfów z nieistniejącego już berlińskiego Banku Rzeszy. Na piętrze znajdowały się luksusowe apartamenty właścicieli.
Później kamienicę kupiła rodzina Classenów. Budynek, spalony w 1944 roku, stracił narożne gloriety z kopułkami i kilka wieńczących go gryfów.
Po wojnie kamienica została odrestaurowana, lecz bez belwederków na trzech rogach. Ocalała jedynie na zwieńczeniu fasady jedna para gryfów na rogu ul. Brackiej i pl. Trzech Krzyży. Kamienicę odbudowano jako siedzibę Pagedu, lecz bez gloriet na górze. W 1955 w kamienicy mieścił się Węgierski Instytut Kultury.
W 2005 gloriety zostały odtworzone, a kamienica została nadbudowana o jedno niewidoczne z ulicy piętro ukryte w mansardowym dachu. Zostały także odtworzone belwederki oraz brakujące rzeźby gryfów.
Obecnie w kamienicy mieszczą się biura na wynajem o łącznej powierzchni 2.600 m² wraz z 34 naziemnymi miejscami parkingowymi.
W lipcu 1983 na frontowej ścianie kamienicy wmurowano tablicę upamiętniającą Annę Jakubowską i utworzone przez nią w tym budynku żeńskie gimnazjum.

## Galeria

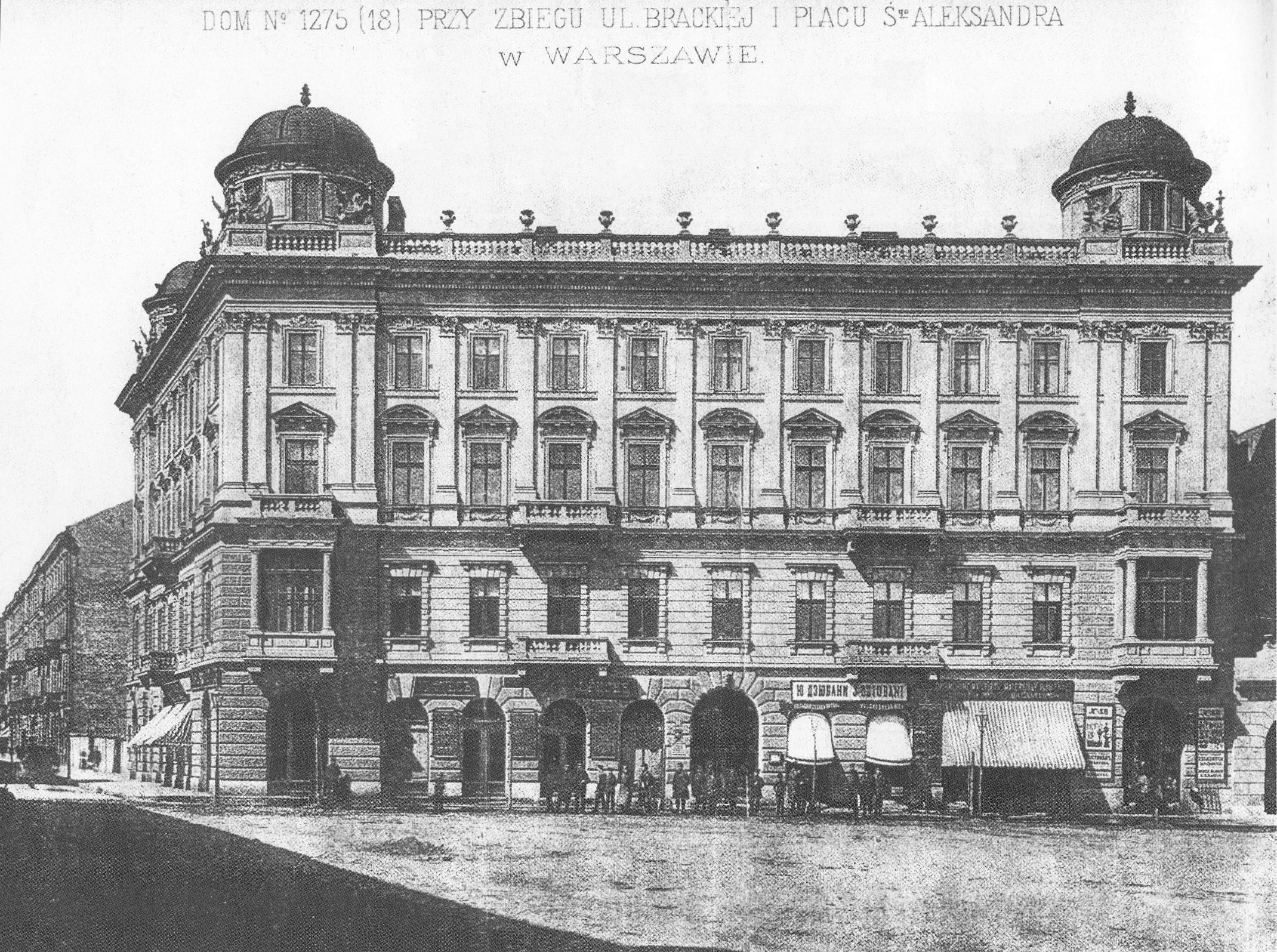
Kamienica wkrótce po oddaniu do użytku ok. 1886
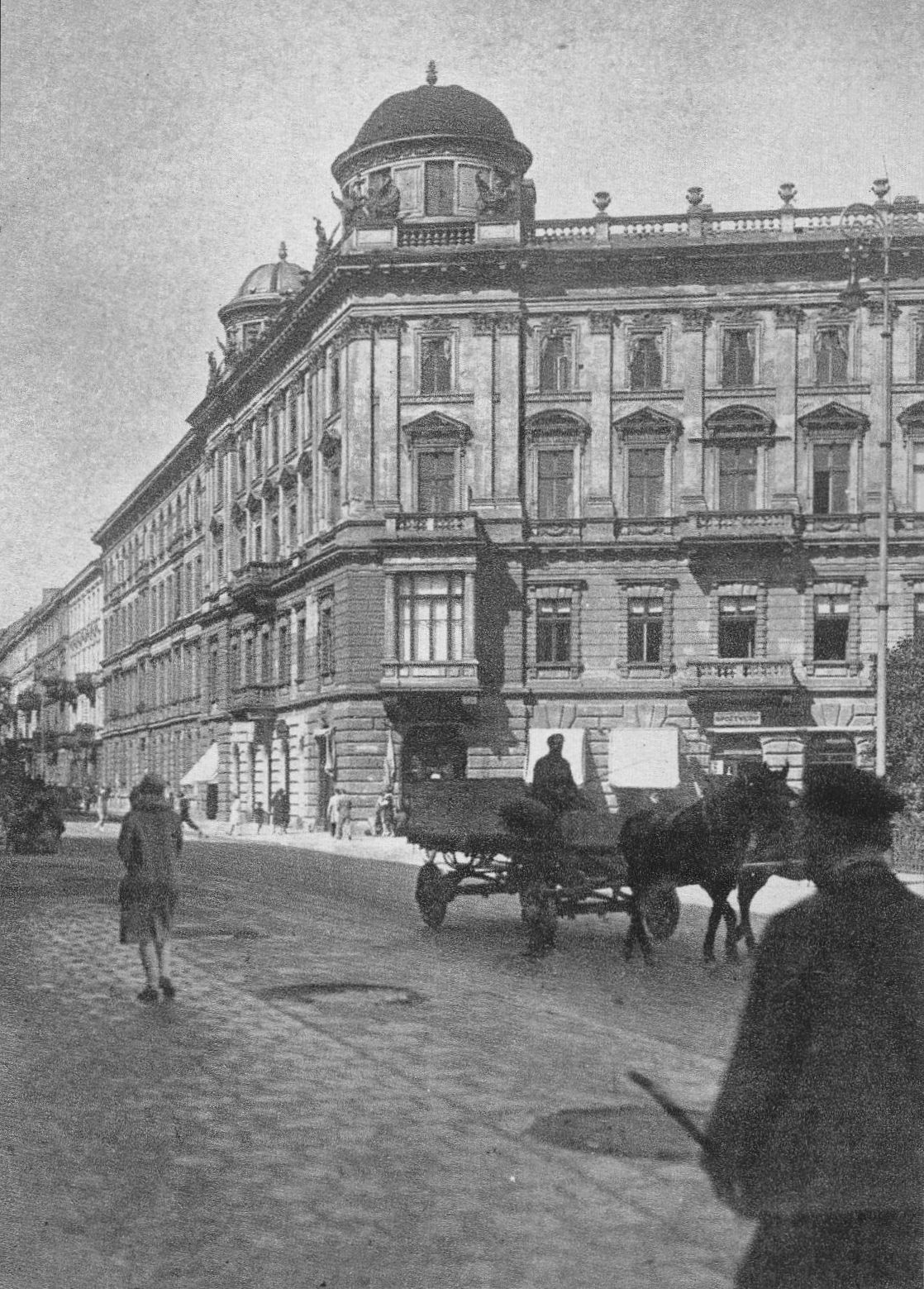
Kamienica przed 1939
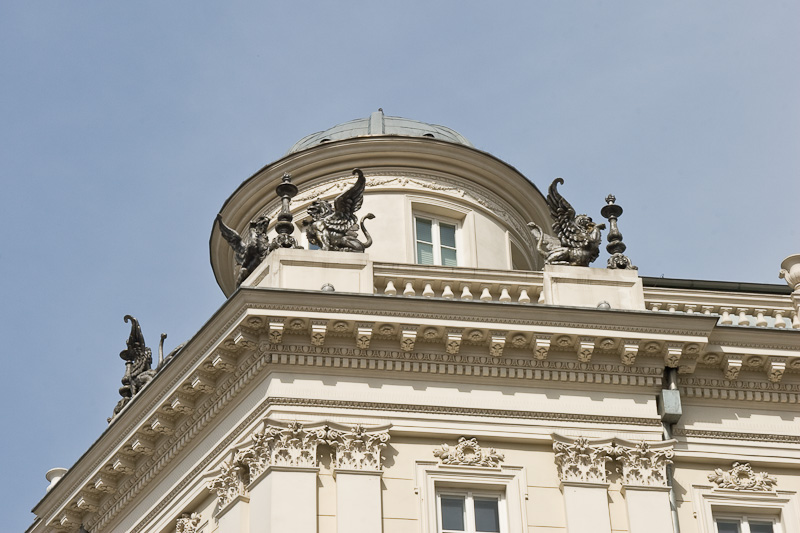
Gryfy na fasadzie